# Stoki Duże
Stoki Duże – wieś w Polsce położona w województwie świętokrzyskim, w powiecie ostrowieckim, w gminie Ćmielów.
W latach 1975–1998 miejscowość administracyjnie należała do województwa tarnobrzeskiego.
W roku 2014 powstała tam Mała Elektrownia Wodna produkująca energię o mocy 150 kilowatów. Inwestorami była firma Stalwit a koszt budowy wyniósł około 3 milionów złotych. 